# Seamus Murphy
Seamus Murphy (narozen 1959 v Irsku) je irský fotograf, několikanásobný držitel ceny World Press Photo Award.

## Život
Narodil se v roce 1959 v Irsku. Žije v Londýně. Fotografoval v mnoha zemích Evropy, Středního východu, Asie, Afriky a Latinské Ameriky. Jeho fotografie byly publikovány v časopisech The New York Times Magazine, The New Yorker, Time, Newsweek, National Geographic Adventure, Paris Match, Le Figaro Magazine, Stern, Geo, The Guardian Magazine, The Sunday Times Magazine, The Daily Telegraph Magazine a The Independent Magazine. Jeho fotografie byly sedmkrát oceněny v soutěži World Press Photo.

## Dílo
Jeho fotografie z Afghánistánu z let 1994 až 2006 vyšly v knize Afghanistan: A Darkness Visibile.
Jako kameraman se v roce 2011 podílel na vytvoření videoklipů k písním britské zpěvačky PJ Harvey z alba Let England Shake.

## Oxcenění díla

### World Press Photo
- 2011 - druhá cena v kategorii Lidé a události - jednotlivá fotografie; za portrét Juliana Assange, zakladatele webové stránky WikiLeaks, během panelové diskuse na Londýnské univerzitě.
- 2006 - druhá cena v kategorii Aktualita - série; za reportáž o pašeráckých tunelech na hranicích mezi pásmem Gazy a Egyptem.
- 2005 - čestné uznáni v kategorii Každodenní život - série; za reportáž z Afghánistánu.
- 2004 - třetí cena v kategorii Portrétní série; za reportáž o osmiletém evangelickém kazateli v Peruánském městě Trujillo.
- 2001 - druhá cena v kategorii Sport - série; za reportáž o přípravě atletů ze Siery Leone na olympiádu v Sydney.
- 1999 - první cena v kategorii Portrét - jednotlivá fotografie; za portrét libanonského jockeye Nasmata Mihada s koněm Samirem.
- 1999 - druhá cena v kategorii Portrét - série; za portréty posledních žijících veteránů Irské republikánské armády z irské války za nezávislost (1919 – 1921).

## Publikace
- Afghanistan : A Darkness Visibile ISBN 978-0863566202